# Vodenjak (znak)
Vodenjak (lat. Aquarius) je jedan od 12 horoskopskih znakova. Osobe rođene od 20. siječnja do 19. veljače su rođene u znaku vodenjaka.
- Vladajući planet - Uran, Saturn
- Element - Zrak

## Vanjske poveznice
- Horoskopski znaci - datumi  Arhivirana inačica izvorne stranice od 25. siječnja 2018. (Wayback Machine)